# Турбаєвський Володимир Віталійович
Володимир Віталійович Турбаєвський (9 вересня 1983, Київ, Українська РСР) — український і російський тріатлоніст. Чемпіон світу в естафеті. Майстер спорту міжнародного класу.

## Біографічні відомості
Народився і виріс у Києві. Випускник Московського державного університету фізичної культури, спорту та туризму. Найкращим досягненням у складі збірної України стала бронзова медаль на чемпіонаті світу 2003 року в естафеті. Згодом переїхав у Краснодарський край і в складі збірної Росії став чемпіоном світу 2007 року в естафеті. На початок 2018 року тренувався у Іванова В. А., Яценко Н. В. і Яценко С. Л.
Найкращий результат у змаганнях Всесвітньої серії — 5 місце у липні 2010 року в Гамбурзі (переможець Хав'єр Гомес). Єдину перемогу на етапах Кубка світу здобув у Китаї (липень 2014 року). Завдяки найкращому часі на біговій дистанції випередив Джаррода Шімейкера і Ігоря Полянського. Серед претендентів на нагороди цього турніру був українець Іван Іванов. Переможець десяти етапів Кубка Азії, чотирьох етапів Кубка Європи і етапу Кубка Африки в Марокко (2017).

## Досягнення
- Чемпіон світу в естафеті (1): 2007
- Бронзовий призер чемпіонату світу в естафеті (1): 2003
- Бронзовий призер чемпіонату Європи в естафеті (1): 2017